# Piotr Iurdanski
Piotr Konstantinovitx Iurdanski (Yurdansky, Yordansky, Jordansky) (1891 – 1937) fou un jugador d'escacs rus, actiu durant les dues primeres dècades del segle xx.

## Resultats destacats en competició
Va guanyar el Campionat d'escacs de la ciutat de Moscou el 1913, i el mateix any empatà als llocs 8è-9è al torneig de Moscou 1913; fou 2n al Torneig de Mannheim 1914 (19è DSB Congress, Hauptturnier B), fou 2n a Moscou 1915, 3r a Moscou 1916, empatà als llocs 7è-8è a Moscou 1924, i fou 10è a Moscou 1925.

## Contribucions a la teoria dels escacs
El seu nom es fa servir per denominar l'Atac Iurdansky dins la defensa dels dos cavalls (ECO: C56) 13.b4.